# میگل زنون
میگل زنون (انگلیسی: Miguel Zenón؛ زادهٔ ۳۰ دسامبر ۱۹۷۶) یک موسیقی‌دان اهل ایالات متحده آمریکا است.
وی همچنین برنده جوایزی همچون کمک هزینه گوگنهایم شده است.